# 고국양왕
고국양왕(故國壤王, ? ~ 391년, 재위 : 384년 ~ 391년 5월)은 고구려의 제18대 국왕이다. 이름은 이련(伊連) 또는 어지지(於只支)로 고국원왕의 둘째 아들이다.

## 생애
384년 후사가 없이 소수림왕이 붕어하자 고국원왕의 둘째 아들로 왕위에 올랐다.385년 여름 군사 4만으로 후연(後燕)을 공격하여 요동 및 현도를 점령하였으나 그 해 겨울 다시 빼앗겼다. 한편 백제와도 치열하게 전쟁을 벌였다. 386년 백제를 공격하였으나 389년과 390년에는 오히려 백제의 침입을 받기도 했다.392년 백제를 견제하기 위해 신라와 우호관계를 맺고 실성(實聖)을 인질로 받기도 했으며, 또한 교서를 내려 불교를 장려하는 한편, 백성을 위해 토지의 신에게 제를 올리는 국사(國社)를 세우고 종묘를 수리하였다. 이 해에 왕이 서거하니 고국양(故國壤)에 장사를 지냈다.

## 가족 관계
- 아버지 : 고국원왕(故國原王, ? ~371) - 제16대 국왕
- 어머니 : 미상
  - 왕비 : 미상
    - 아들 : 광개토왕(廣開土王, 374~412) - 제19대 국왕

## 기년, 연호
| 고국양왕 | 원년   | 2년    | 3년    | 4년    | 5년    | 6년    | 7년    | 8년    |
| 서력     | 384년  | 385년  | 386년  | 387년  | 388년  | 389년  | 390년  | 391년  |
| 단기     | 2717년 | 2718년 | 2719년 | 2720년 | 2721년 | 2722년 | 2723년 | 2724년 |
| 간지     | 갑신   | 을유   | 병술   | 정해   | 무자   | 기축   | 경인   | 신묘   |

## 고국양왕이 등장하는 작품
- 《태왕사신기》(MBC, 2007년~2007년, 배우:독고영재)
- 《근초고왕》(KBS, 2010년~2011년, 배우:김주환)
- 《광개토태왕》(KBS, 2011년~2012년, 배우:송용태)

## 같이 보기
- 백제
  - 근구수왕 (375년~384년)
  - 침류왕 (384년~385년)
  - 진사왕 (385년~392년)
- 신라
  - 내물 이사금 (356년~402년)
  - 실성 이사금 (402년~417년)
- 가야
  - 이시품왕 (346년~407년)

| 전 대 소수림왕 | 제18대 고구려 국왕 384년 - 391년 | 후 대 광개토왕 |